# GX 339-4

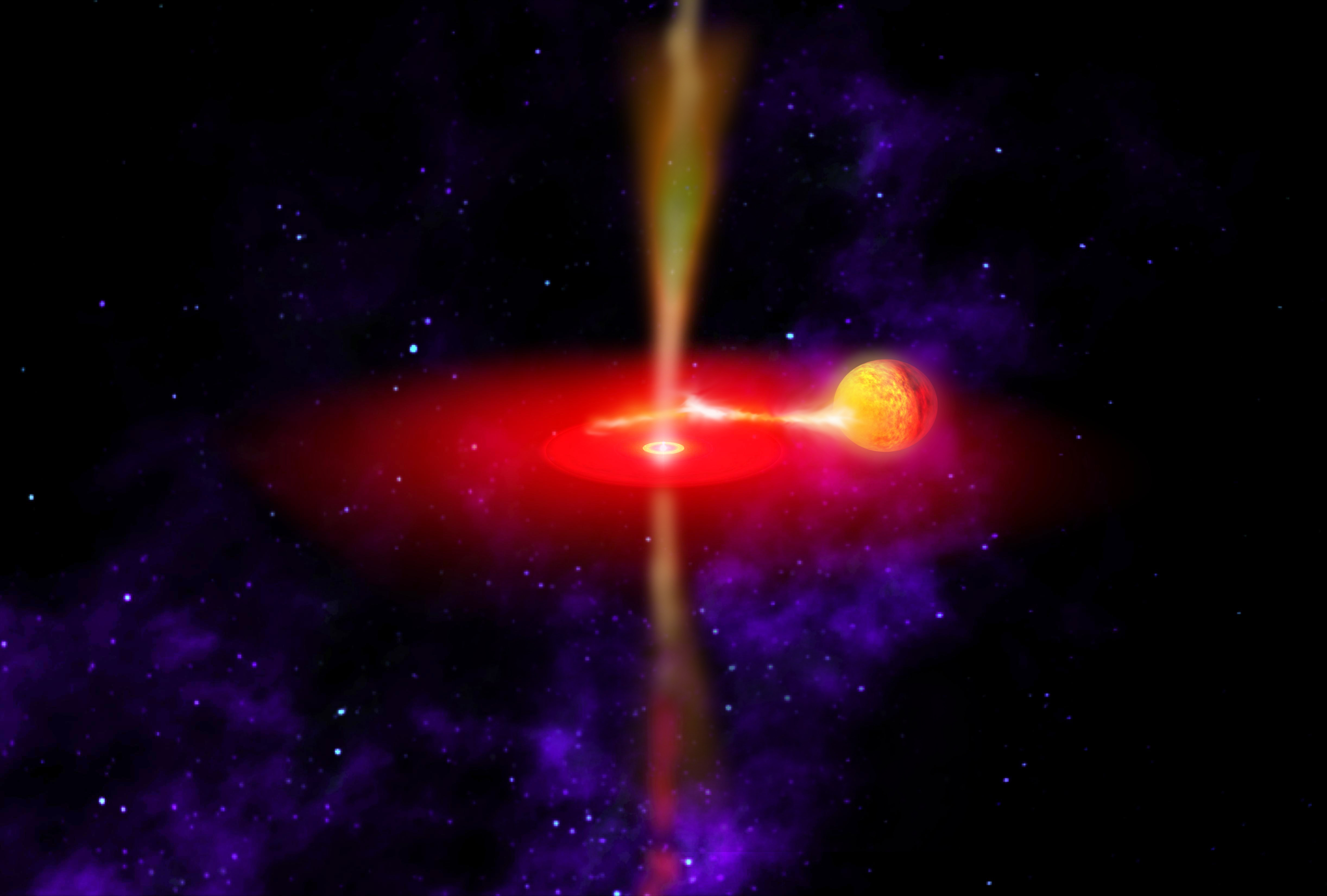
Concept artistique de GX 339-4

GX 339-4, ou V821 Arae est une source de rayons X située dans la constellation de l'Autel. Elle fait partie de la classe des binaires X à faible masse, composée d'une étoile ordinaire de faible masse, et d'un trou noir stellaire. Il s'agit d'un des rares trous noirs stellaires (parmi une petite vingtaine) identifiés avec certitude dans notre Galaxie, et un des rares qui se comporte comme un microquasar.

## Découverte
GX 339-4 a été découvert en 1973 à l'aide du satellite artificiel américain OSO-7 (en) destiné à l'observation du Soleil. À l'époque aucune modulation périodique de signal émis par cette source n'était détectée, et sa variabilité plus importante que toute autre source X était un mystère. Les premières indications sur sa nature furent révélées en 1979, sous la forme de similitudes avec Cygnus X-1, un trou noir stellaire déjà alors identifié.

## Caractéristiques physiques
Aucune identification de l'étoile ordinaire située dans GX 339-4 n'a à ce jour été réussie. Ceci rend particulièrement difficile la détermination de la période orbitale du système et de sa nature.
Ce n'est qu'en 2003 que put être révélée la période orbitale de GX 339-4 par l'étude de la raie d'émission de l'azote deux fois ionisé (N III). Cette raie d'émission est considérée étant due à l'irradiation de la surface de l'étoile par le rayonnement X de la matière tombant sur le trou noir. Des variations de vitesse de plus de 300 km/s ont ainsi pu être observées en une seule nuit. La période orbitale ainsi déduite est de 1,7557 jours, en désaccord avec d'autres mesures qui pointaient en 1998 une période de 14,8 heures, mais qui s'étaient par la suite avérées incohérentes, la fonction de masse déduite étant bien trop basse (2,0×10-4 masse solaire) pour correspondre à un système binaire ordinaire. La fonction de masse finalement trouvée en 2003, donnant une limite inférieure à la masse du compagnon sombre de l'étoile, vaut 5,8±0,5 masses solaires, largement au-dessus de la masse maximale d'une naine blanche ou d'une étoile à neutrons.
La distance à laquelle se situe GX 339-4 est très mal connue. Tout au plus a-t-on une limite inférieure sur celle-ci, à 6 kpc, pour une valeur préférée à 15 kpc environ.
En 1997 furent détectées en optique par le Cerro Tololo Interamerican Observatory des oscillations quasi périodiques d'une fréquence centrale de 0,064 hertz (période de 16 secondes environ).
En 2008, GX 339-4 fut le premier trou noir stellaire dont on put estimer le moment cinétique par spectroscopie, à l'aide de la raie d'émission Kα du fer, dont le profil, observé par les satellites Suzaku et XMM-Newton, permet de déterminer en principe le rapport du rayon de la dernière orbite circulaire stable autour du trou noir, à la masse de celui-ci. Ce rapport est lui-même fonction du rapport du moment cinétique par unité de masse du trou noir, traditionnellement noté a. Ce paramètre, variant entre 0 et 1 (respectivement pour un trou noir sans aucune rotation et un trou noir extrémal, à vitesse angulaire maximale) est ici estimé à 0,93±0,05, un ordre de grandeur déjà soupçonné depuis plusieurs années.